# Igazpüspöki
Igazpüspöki (1899-ig Biszkupicz, szlovákul: Biskupice) Bán városrésze, egykor önálló község Szlovákiában, a Trencséni kerület Báni járásában.

## Fekvése
Bán központjától 2 km-re délnyugatra fekszik.

## Története
1322-ben „Pispeky” néven említik először, a nyitrai püspökség faluja volt.
A 18. század végén Vályi András így ír róla: „BISKUPITZ. Két tót falu Trentsén Vármegyében, egyiknek földes Ura a’ Nyitrai Püspökség, másiknak pedig Gróf Battyáni Uraság, lakosai latolikusok, fekszenek Nagy Chliveñek szomszédságában, mellynek filiáji. Határjainak termékeny földgyeikhez képest, első Osztálybéliek.”
Fényes Elek 1851-ben kiadott geográfiai szótárában így ír a faluról: „Biskupicz, tót falu, Trencsén, az uj rend szerint, Nyitra vármegyében, Bán mellett: 271 kath., 10 zsidó lak. F. u. a nyitrai püspök.”
1920 előtt Trencsén vármegye Báni járásához tartozott.

## Népessége
1910-ben 291, túlnyomórészt szlovák lakosa volt.

## Nevezetességei
- Mihály arkangyal tiszteletére szentelt római katolikus temploma 14. századi gótikus eredetű, később barokk stílusban átépítették.

## Külső hivatkozások
- Igazpüspöki Szlovákia térképén

## Lásd még
- Bán
- Alsóozor
- Felsőozor
- Kishelvény